# Claude Lanzmann

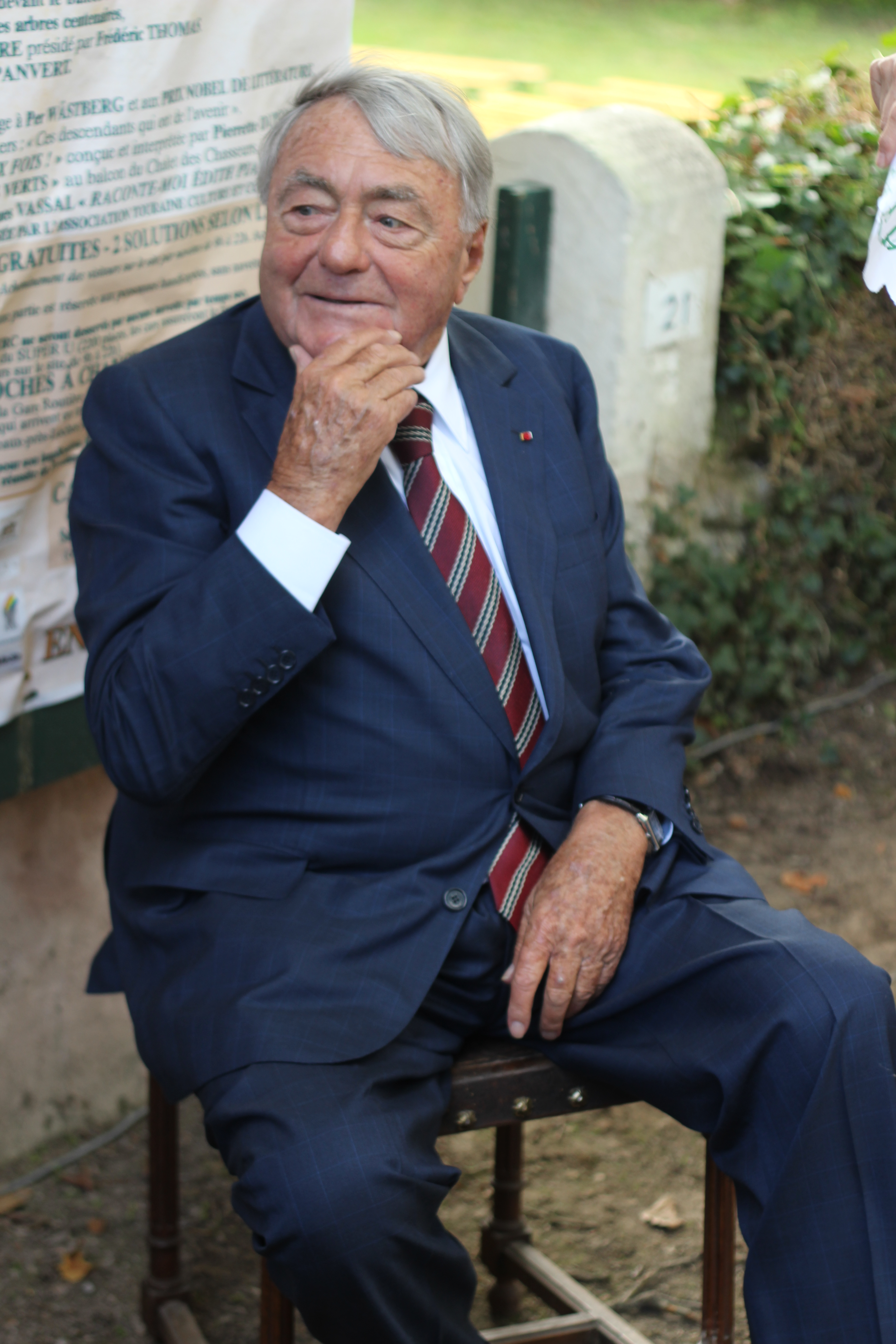
Lanzmann, 2014

Claude Lanzmann (Parijs, 27 november 1925 – aldaar, 5 juli 2018) was een Franse filosoof, journalist en hoogleraar in documentaire-films aan de European Graduate School in Saas-Fee (Zwitserland).

## Leven en werk
Lanzmann was redacteur van het tijdschrift Les Temps Modernes, dat werd opgericht door Jean-Paul Sartre en Simone de Beauvoir.
Zijn bekendste werk, de ruim negen uur durende documentaire Shoah uit 1985, is een geschiedenis van de Holocaust in de vorm van interviews met getroffenen, getuigen en betrokkenen. Lanzmann interviewt zelf en hanteert een benadering van open vragen, zonder omhaal van woorden. De film wordt door veel mensen beschouwd als de belangrijkste documentaire over dit onderwerp.
In 1993 werd Lanzmann door de Stichting Kunstenaarsverzet 1942-1945 gelauwerd met de Verzetsprijs van de Stichting Kunstenaarsverzet.
Claude Lanzmann was de oudere broer van de schrijver, tekstdichter en scenarist Jacques Lanzmann (1927-2006) die vooral bekend was dankzij zijn lange vruchtbare samenwerking met Jacques Dutronc. 
In 2018 overleed Lanzmann op 92-jarige leeftijd in zijn geboortestad Parijs. 

## Filmografie
- Élise ou la Vraie Vie (1970) (mede-scenarioschrijver)
- Israel, Why (1973)
- Shoah (1985)
- Tsahal (1994). Documentaire over het Israëlische leger.
- Un vivant qui passe (1997). Zie bij Sobibor.
- Sobibor, 14 octobre 1943, 16 heures (2001). Interview met een overlevende van de opstand in het naziconcentratiekamp Sobibor in het door de nazi's bezette Polen,  gevolgd door een interview met een Zwitser, die in 1944 als vertegenwoordiger van het Rode Kruis een inspectiebezoek bracht aan het Tsjechische 'modelkamp' Theresienstadt.
- Lights and Shadows (2008)
- Le rapport Karski (2010)
- Le dernier des injustes (2013)
- Napalm (2017)
- Les quatre soeurs (2018)

In 2015 verscheen er een documentaire van HBO over de ontstaansgeschiedenis van Shoah, getiteld Claude Lanzmann: Spectres of the Shoah.